# 车歪炮台
车歪炮台，‌‌原称大黄滘炮台，位于‌广州市‌荔湾区东沙街道东塱附近‌、珠江后航道大黄滘口段的‌龟岗岛（车歪岛）上。因水路可通澳门，外国人常称之为“Macau Fort”（澳门炮台）。始建于清代嘉庆二十二年（1817年），是清代广州的主要护城炮台之一。车歪炮台是大黄滘炮台群中唯一一处尚保留地面遗存的炮台。

## 历史
因珠江上的龟岗岛地势险要，是船只从珠江南航道进出广州城的必经之地。清嘉庆二十二年（1817年），两广总督阮元奏准于龟岗岛添建炮台，名为大黄滘炮台，俗称车歪炮台。炮台建筑坚固，为灰沙三合土结构，有炮位22个，炮池向东南，基础厚约3米，炮位通道墙厚2.1米，垛口高约1.2米，厚0.9米。贮存弹药的仓库“药局”建在岛北一岩石后，高约5米，直径约8米，墙厚达1.5米，岛上建有一标志性的瞭望塔，称为龟岗塔或凤凰塔。
第一次鸦片战争时期，英军在第一次广州之战中攻占了大黄滘炮台。道光二十一年（1841年）重建，并在东西两岸分别增添了南石头和东塱两个炮台。道光三十年（1850年），在大黄滘炮台南约50米贴近水面的石台上，增建沙腰炮台。咸丰四年（1854年），广东洪兵起义爆发，三合会各路起义军围攻广州，大黄滘炮台群一度成为各军交战之地。第二次鸦片战争时期，英军攻入广州城，因兵力不足，一度退守乃至被围困在大黄滘炮台。咸丰七年（1857年）被毁，咸丰十一年（1861年）、同治十三年（1874年）历经两次重修，光绪六年（1880年），阳江镇总兵黄廷彪将龟岗岛上的沙腰炮台改建成西式炮台，定名为“绥定台”，原东岸的南石头台改成西式炮台“镇南台”，并在“镇南台”后添筑“保安台”，而西岸则添筑“永固台”。光绪十五年（1889年），大黄滘炮台“置洋炮十尊”。
1922年6月，陈炯明发动兵变，孙中山率永丰舰从番禺新造回师珠江白鹅潭，与驻守车歪炮台的陈炯明部队展开激战，最终冲破封锁，进驻白鹅潭江面。
抗日战争爆发后，各炮台年久失修，相继被荒废，大黄滘炮台群中除了在龟岗岛上仅存的车歪炮台遗址，其余已不复存在，车歪炮台的炮池多已损毁，标志性的龟岗塔也早已被毁，但除局部受潮水侵蚀有所倾裂外，护墙遗址（长约40米）、炮跺、炮座及药局基本得以保留。1993年8月，车歪炮台被公布为第四批广州市文物保护单位。因地理位置特殊，至今未对外开放。